# Arturo Vivero Ávila
Manuel Arturo Vivero Ávila (Cauquenes, 3 de julio de 1920-Santiago, 8 de septiembre de 2008) fue un militar con rango de general de brigada y político chileno. Se desempeñó como ministro de Vivienda y Urbanismo (1973-1974); director de Aprovisionamiento del Estado (1977-1979); y como embajador de Chile ante El Salvador entre 1979 y 1982, durante la dictadura militar del general Augusto Pinochet.
Fue uno de los seis hijos del matrimonio compuesto por Aníbal Ramón Vivero Rodríguez y Ester Ávila Carrasco. Se casó con María Teresa Novoa Aravena (1926-2011) (hija de Ramón Novoa y Narcisa Aravena de Novoa). Con su cónyuge tuvo tres hijas, María Eugenia, María Teresa y María Ximena.